# Annette Hopfenmüller

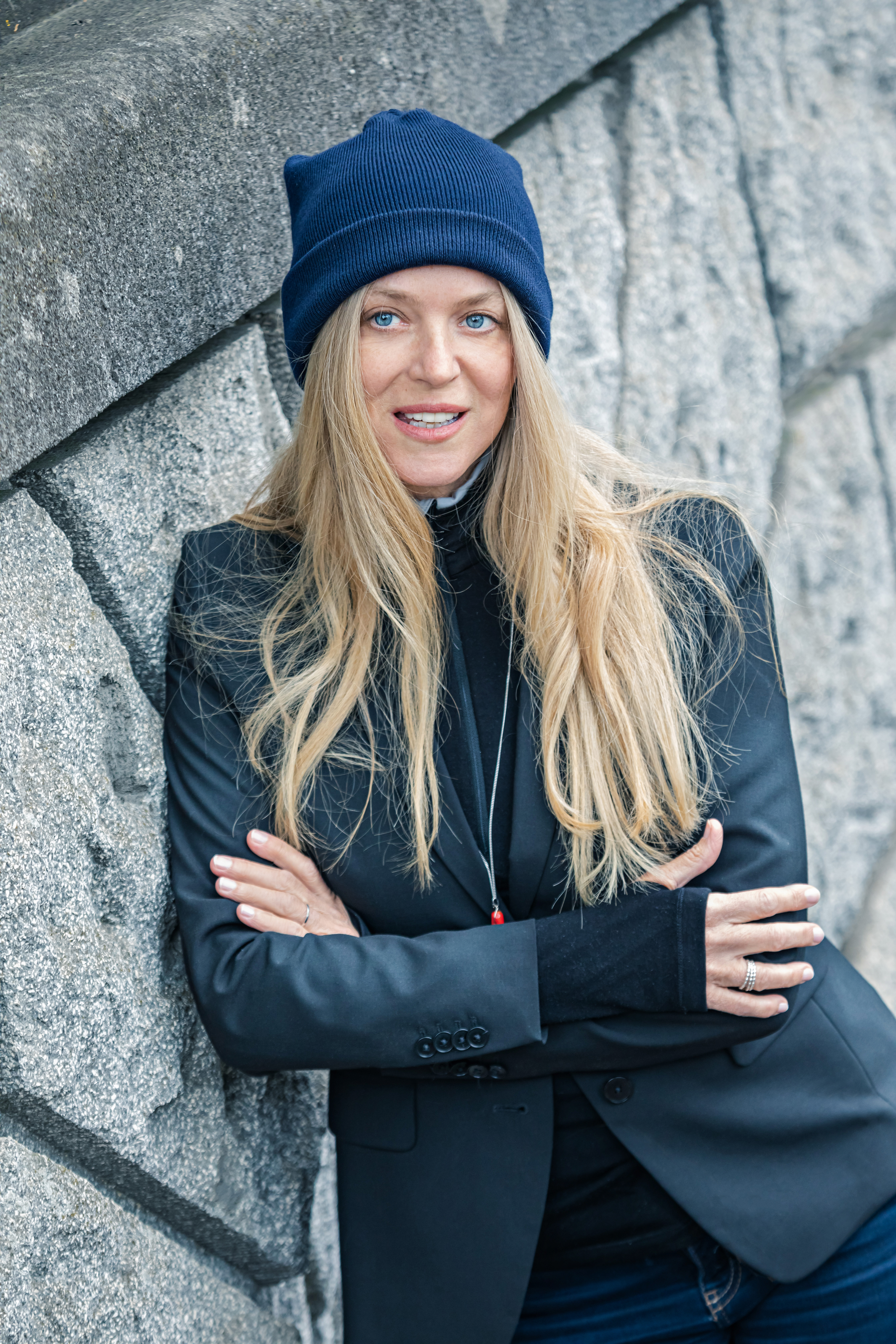
Annette Hopfenmüller 2020 in Hof

Annette Hopfenmüller (* 2. Oktober 1959 in Coburg) ist eine deutsche Filmemacherin und Musikproduzentin.

## Karriere
Hopfenmüller arbeitete zunächst in ihrem erlernten Beruf als Dolmetscherin (Englisch, Französisch, Spanisch). Ende der 1970er Jahre war sie mit Sol de Sully und Walter Zauner Gründungsmitglied des „Revuekabarett Blackout“, das satirische Inhalte in Show-Nummern transportierte. Ensemblekollege war Uli Bauer. In den 1980er Jahren arbeitete Annette Hopfenmüller als Musikerin (Bass) unter anderem in der Band des Spliff-Schlagzeugers Herwig Mitteregger sowie im Trio mit den Brüdern Ernst Ströer und Hans Peter Ströer (Tournee mit dem United Jazz + Rock Ensemble). 1987 erschien ihre Schallplatte Behind The Dunes mit eigenen Kompositionen und Texten.
1984 übernahm sie die Moderation und Programmgestaltung von Radiosendungen beim Süddeutschen Rundfunk und bei Radio Bayern 3 (u. a. Pop nach Acht und Seven o'Pop). 1986 konzipierte Annette Hopfenmüller die TV-Sendung Hard’n Heavy, die sie bis Ende 1990 für den damaligen Musik-Sender Tele 5 produzierte und moderierte.
Seit 1991 arbeitet sie als Regisseurin und Autorin von Dokumentarfilmen. Sie realisierte zunächst Kulturbeiträge für das Öffentlich-rechtliche Fernsehen, u. a. für Aspekte Kulturmagazin im ZDF und führte Regie bei Werbespots und Imagefilmen. Seit 1996 dreht Annette Hopfenmüller Dokumentarfilme und -serien in den Bereichen Musik, Theater, deutsche Unterhaltungsgeschichte und Bayern (z. B. für die BR-Sendereihe Unter unserem Himmel). Ihr Werk umfasst über 80 Dokumentationen.
2011 erhielt Annette Hopfenmüller den Oberfränkischen Medienpreis für ihren Film Unternehmen Märchenschloss zugesprochen. Im Oktober 2014 wurde ihr der Kulturpreis der Oberfrankenstiftung verliehen.
2014 brachte Annette Hopfenmüller in Zusammenarbeit mit dem Schauspieler Thomas Birnstiel die preisgekrönte BR-Fernsehserie „Löwengrube“ von Willy Purucker als szenische Lesung mit Musik auf die Bühne. Die Premiere fand am Theater Regensburg statt.
Hopfenmüller lebt und arbeitet in München.

## Filmographie (Auszug)
- 1996: Wie kommt der Mond ins Theater – Blick hinter die Kulissen des Münchner Residenztheater, BR/3sat
- 1997: Studium fürs Rampenlicht – August Everding und die Bayerische Theaterakademie, BR/3sat
- 1997: Nachtflug, BR/3sat
- 1998: Montserrat Caballé – Friends for Life, BMG
- 1998: Der Traum vom Tanz – Ballettstudenten der Heinz Bosl Stiftung, BR
- 1999 + 2000: Stars im Zirkusfieber, ARD
- 1999: Lieber ein König in Coburg, BR
- 2000: Petra Perles Karriereleiter – Talentshow
- 2001: Der Narrenschneider von Wien, ORF/BR
- 2001: Walter Sedlmayr – Der einsame Grantler, BR
- 2002: Neue Kleider für Pique Dame – die Kostümwerkstätten der Bayerischen Staatsoper, BR
- 2003: Talentschmiede fürs Volksschauspiel, BR
- 2003: Alpenrock – vierteilige Dokumentarreihe, ARD/ORF
- 2004: Die Biermösl Blosn, BR
- 2005: Der Schauspieler Hans Clarin, BR
- 2006: STS – Steinbäcker, Timischl, Schiffkowitz, ORF/BR
- 2007: Hans R. Beierlein – Der Mann, der sich selbst erfand, ARD/BR
- 2008: Michael Pfleghar – Ein Leben für die Show, BR
- 2008: Das letzte Geleit, BR
- 2009: Franz Xaver Bogner – …. mehr als das Leben selbst, BR
- 2009: Am Polstermöbelhighway 303, BR
- 2010: Unternehmen Märchenschloss, BR
- 2011: Rückkehr ins Paradies, BR
- 2012: Von Nestroy bis Nockherberg – der Schauspieler Erich Hallhuber, BR
- 2012: Die Korbmacher um Lichtenfels, BR[6]
- 2013: Hüben und Drüben – Geschichten von der Zonengrenze, BR
- 2013: Auf der Suche nach Bavaria (Filmglosse), BR
- 2014: Die Dörfer am Staffelberg, BR[7]
- 2014: Volksmusik, BR
- 2014: 25 Jahre Mauerfall: Geschichten von der Zonengrenze (Teil 2), BR[8]
- 2015: Oberfränkische Werkstätten, BR[9]
- 2016: Krenfleisch und Kretzaweckla, BR[10]
- 2017: Neuer Geist im Alten Schloss, BR
- 2018: Spezialitäten aus dem Fichtelgebirge, BR
- 2019: Erfolg, der aus dem Boden kam, BR[11]
- 2020: Textilmacher in Hochfranken, BR[12]
- 2020: Im oberfränkischen Höllental, BR[13]
- 2021: Alte Heimat, neue Heimat, BR[14]
- 2021: Vor Weihnachten in Oberfranken, BR[15]
- 2023: Spezialitäten im Werdenfelser Land, BR[16]
- 2024: Handgemacht – Werkstätten in Regensburg, BR[17]